# Sir Prize
Sir Prize est un cultivar de pommier domestique obtenu aux États-Unis.

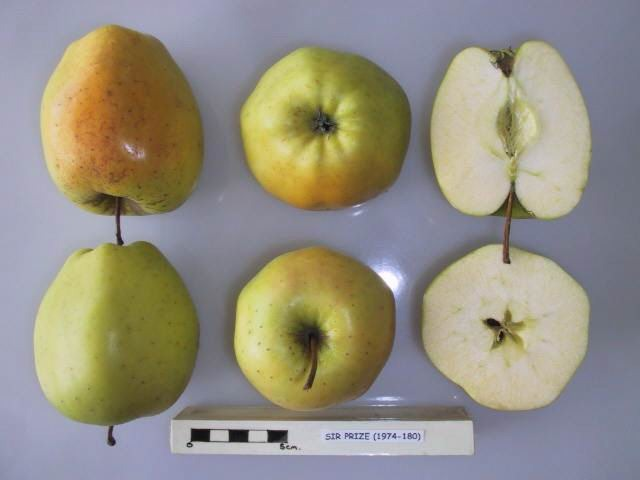
Pommes "Sir Prize".

Parfois référencé Coop05.

## Origine
Croisements multiples effectués par des universités américaines (PRI: Purdue, Rutgers et d'Illinois) pour sélectionner des variétés résistantes à la tavelure du pommier.

Première mise à fruit : 1961 ; distribution : 1975.

## Description
Lenticelles de type Golden Delicious. Épiderme jaune. Ne se déshydrate pas après conservation

## Pollinisation
Variété triploïde ce qui la rend peu intéressante pour un jardin familial.

## Maladies
Ce cultivar possède le gène Vf de résistance à la tavelure du pommier obtenu du Malus floribunda 821.